# Inondazione causata dal Mare del Nord nel 1953
L'inondazione causata dal mare del Nord nel 1953 (nota in olandese come Watersnoodramp, tradotto con "grande alluvione"; in tedesco Hollandsturmflut; in inglese (Great) North Sea flood o East Coast floods) fu un'imponente inondazione che colpì le coste olandesi, belghe, inglesi e scozzesi del mare del Nord nella notte tra il 31 gennaio e il 1º febbraio 1953.
L'inondazione fu causata dalla combinazione di una eccezionale alta marea con un forte ciclone extra-tropicale abbattutosi sul mare del Nord. L'onda di tempesta ha causato, in alcune zone, l'alzamento del livello del mare di oltre 5,6 m al di sopra del valore medio, travolgendo le difese marine e causando ingenti allagamenti. I Paesi Bassi, paese con il 20% della superficie al di sotto del livello medio del mare e con il 50% inferiore a 1 metro, subì i danni maggiori contando 1 836 morti, soprattutto nella provincia della Zelanda. In Inghilterra ci furono 307 morti nelle contee Lincolnshire, Norfolk, Suffolk e Essex. 19 morti si registrarono in Scozia e 28 in Belgio, nella provincia delle Fiandre Occidentali.
Oltre 230 vittime si ebbero in mare aperto. Il traghetto MV Princess Victoria naufragò nel canale del Nord con 133 persone a bordo; stessa sorte toccò diversi pescherecci invece nei pressi delle coste colpite dalla tempesta.
In conseguenza dei catastrofici effetti dell'inondazione molti Stati adottarono dei sistemi di protezione delle coste. I Paesi Bassi in particolare, caratterizzati da una maggiore esposizione ai fenomeni marini, svilupparono il cosiddetto piano Delta, attuato nella zona del delta del Reno, della Mosa e della Schelda, consistente in un rafforzamento delle difese esistenti e nella costruzione di un esteso sistema di dighe e paratoie mobili a protezione delle aree più depresse. In Inghilterra invece furono realizzate le chiuse sul Tamigi e quella sull'estuario Humber. In Belgio il disastro ispirò una valutazione globale delle difese marine del Paese, il cosiddetto piano Sigma, ma il progetto venne avviato solo nel 1976 dopo aver subito un'altra devastante inondazione.

## Evoluzione della tempesta

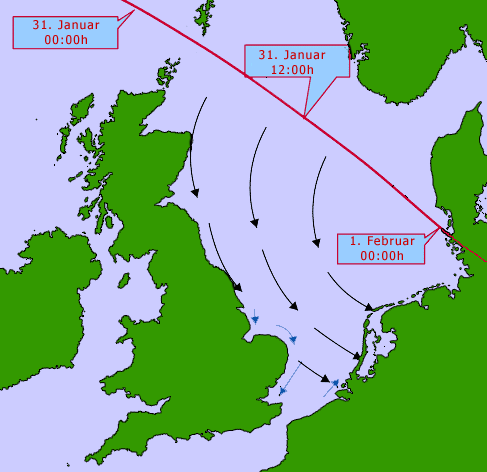
L'evoluzione della tempesta tra il 31 gennaio e il 1º febbraio 1953

Il 29 gennaio 1953 si osservarono le prime indicazioni che un'area di bassa pressione si stesse formando sull'oceano Atlantico settentrionale. Il 30 gennaio la depressione cominciò a piegare verso sud-est, sviluppando una tempesta sul lato ovest del campo di bassa pressione, che si spostò poi verso sud.
Nelle prime ore del 31 gennaio la depressione raggiunse il mare del Nord a nord-est della Scozia. A mezzogiorno la tempesta raggiunse le coste scozzesi dove prese ulteriormente forza; vennero misurate velocità dei venti fino a 125 km/h (grado 12 della scala di Beaufort).
La sera del 31 gennaio la depressione, indebolita al grado 11 Bft, raggiunse le coste della Danimarca e la baia di Helgoland. Quando raggiunse le coste olandesi il ciclone aveva forza 10 Bft, e si mantenne oltre forza 9 Bft per circa 20 ore.
La tempesta, che premeva da nord-ovest verso la terraferma, fu responsabile del mancato drenaggio della marea aggiungendo un'ulteriore componente all'innalzamento del livello del mare nei pressi della costa olandese. Nella Zelanda la tempesta raggiunse il suo culmine poco prima di mezzanotte del 31 gennaio, il livello delle acque si trovava già 310 cm al di sopra del valore normale; nel corso della notte l'alta marea portò il livello del mare fino a 455 cm che le dighe non furono in grado di trattenere.
Nelle prime ore del 1º febbraio la tempesta raggiunse la Frisia Orientale, proseguendo poi nell'entroterra dell'Europa centrale, notevolmente indebolita.

## Allarme
La popolazione delle zone costiere che furono poi colpite dal disastro non era particolarmente preoccupata. Si pensava infatti che la tempesta avrebbe perso potenza nel corso della notte tra il 31 gennaio e il 1º febbraio e che non avrebbe dato luogo a un disastro delle proporzioni che successivamente si verificarono. Inoltre si pensava che la tempesta si sarebbe diretta verso la parte settentrionale dei Paesi Bassi anziché verso le province più meridionali.
Inoltre all'epoca del disastro le radio locali non trasmettevano di notte e le stazioni meteorologiche erano operative soltanto di giorno. Di conseguenza quando la situazione precipitò, l'allarme lanciato dal Regio istituto meteorologico olandese non raggiunse le aree interessate e la popolazione venne colta nel sonno e impreparata quando l'inondazione si verificò nella notte tra sabato 31 gennaio e domenica 1º febbraio.

## Condizioni delle difese marine

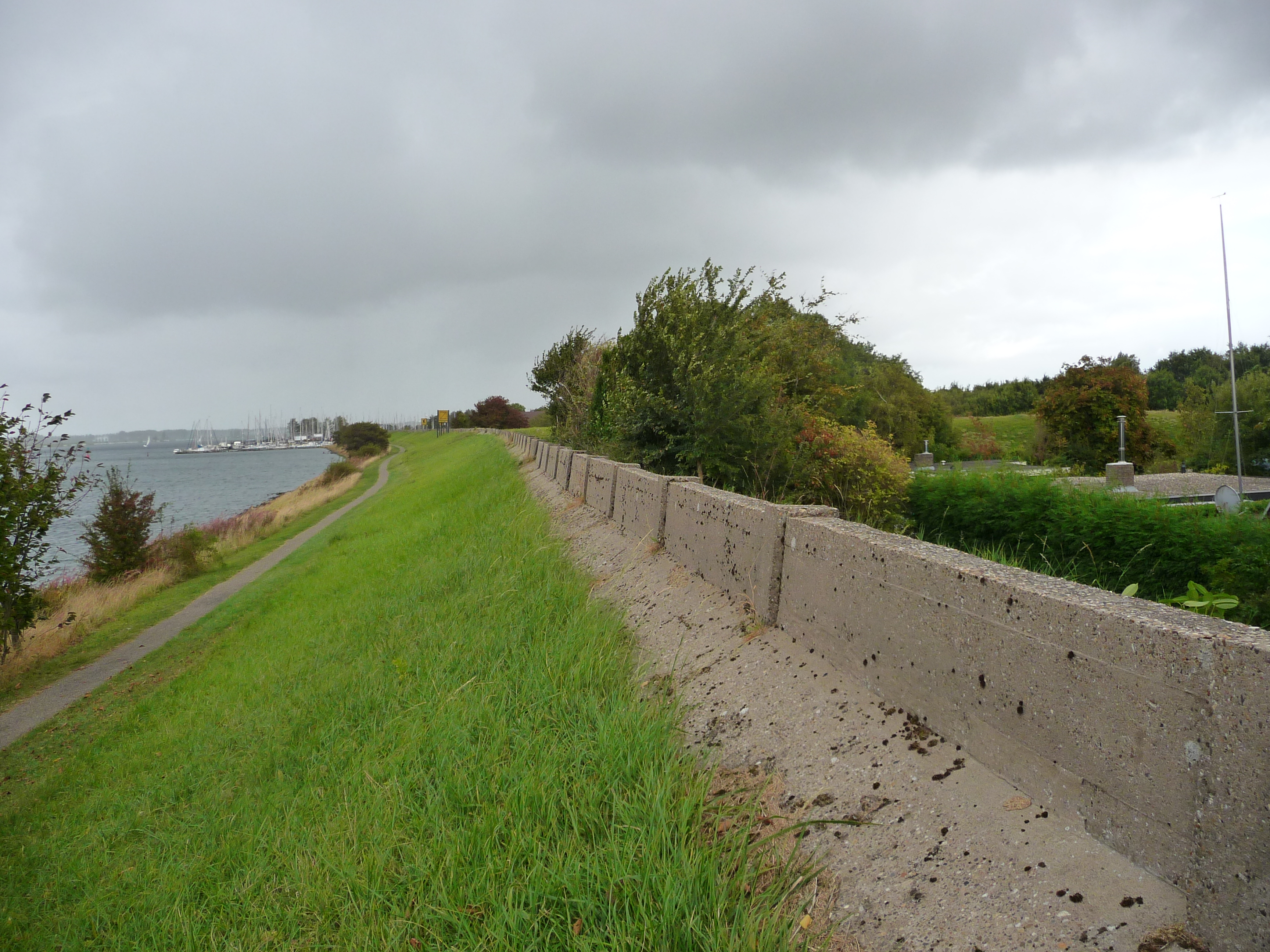
Uno degli ultimi muraltmuur ancora esistenti in Zelanda

Essendo circa un quarto della superficie dei Paesi Bassi al di sotto del livello del mare, le difese marine rivestono un ruolo fondamentale per la salvaguardia dell'integrità idrogeologica del paese.
Per molto tempo molte delle dighe nella cosiddetta zona del delta (le foci dei fiumi Reno, Mosa e Schelda), nelle province dell'Olanda Meridionale e della Zelanda, erano state deboli e oggetto di scarsa o insufficiente manutenzione.
La situazione di pericolo era stata resa nota dagli esperti olandesi già negli anni venti e nel 1929 il Rijkswaterstaat (il dipartimento dei lavori pubblici e della gestione delle acque all'interno del ministero delle infrastrutture e dell'ambiente dei Paesi Bassi) aveva promosso una "commissione d'inchiesta su fiumi, estuari e coste", che nel 1934 produsse uno studio sull'impatto della bonifica dell'area di Biesbosch-Gebietes.
Lo studio evidenziò che la maggior parte dei dighe erano troppo basse e, in particolare, quelle nella parte occidentale del Brabante Settentrionale non rispettavano i requisiti minimi di sicurezza. Il Rijkswaterstaat si espresse ordinando studi per la chiusura degli stretti di deflusso delle maree, dopo aver prima completato la grande diga Afsluitdijk, a chiusura del Zuiderzee nell'Olanda Settentrionale, portata a termine nel 1932.
Per questioni economiche si decise per un semplice rafforzamento degli argini classificati vulnerabili per mezzo di un muretto in cemento eretto sulla sommità della diga; questo fu chiamato muraltmuur dal nome dell'ideatore Robert Rudolph Lodewijk de Muralt. I muraltmuur furono costruiti nel 1935 a rinforzo delle dighe dell'isola di Schouwen e della penisola Zuid-Beveland per un totale di 120 km.
Nell'aprile del 1943 si verificò una marea insolitamente alta che, in alcuni punti, superava i nuovi sbarramenti da poco eretti. Anche in questa circostanza la commissione, dopo aver esaminato lo stato degli sbarramenti, evidenziò numerose carenze: secondo il nuovo rapporto della commissione molti argini non avrebbero potuto contrastare inondazioni in caso di forti tempeste. Tuttavia non furono apportati miglioramenti agli sbarramenti esistenti, ma furono ordinati soltanto ulteriori studi. Il governo dette invece la priorità alla bonifica dello Zuiderzee.
La situazione fu ulteriormente peggiorata durante la seconda guerra mondiale, quando molte dighe furono danneggiate dai bombardamenti o deliberatamente manomesse per ostacolare l'occupazione tedesca. Solo nel dopoguerra incominciò una ricostruzione degli argini; nel febbraio del 1946 furono riparate tutte le dighe in condizioni critiche della Zelanda: nel 1950 il Botlek e la Brielse Maas, entrambi affluenti della Nieuwe Maas, e nel 1952 il Braakman, un braccio di mare della Schelda Occidentale, l'estuario della Schelda. Successivamente sarebbe dovuto incominciare l'esecuzione del cosiddetto "Piano delle tre isole" (Drie Eilandenplan), ma la costruzione fu rimandata diverse volte.
Inoltre all'epoca dei fatti erano trascorsi diversi anni dalle ultime inondazioni: di quella del 1825 si era persa memoria diretta, mentre quella del 1916 aveva interessato solo lo Zuiderzee. La popolazione e il governo, rassicurati da un periodo relativamente lungo senza incidenti di rilievo, si sentivano in sicurezza, dedicando le proprie attenzioni ad altri problemi quali le penetrazioni d'acqua salata nei corsi d'acqua interni.

## Impatto

### Paesi Bassi

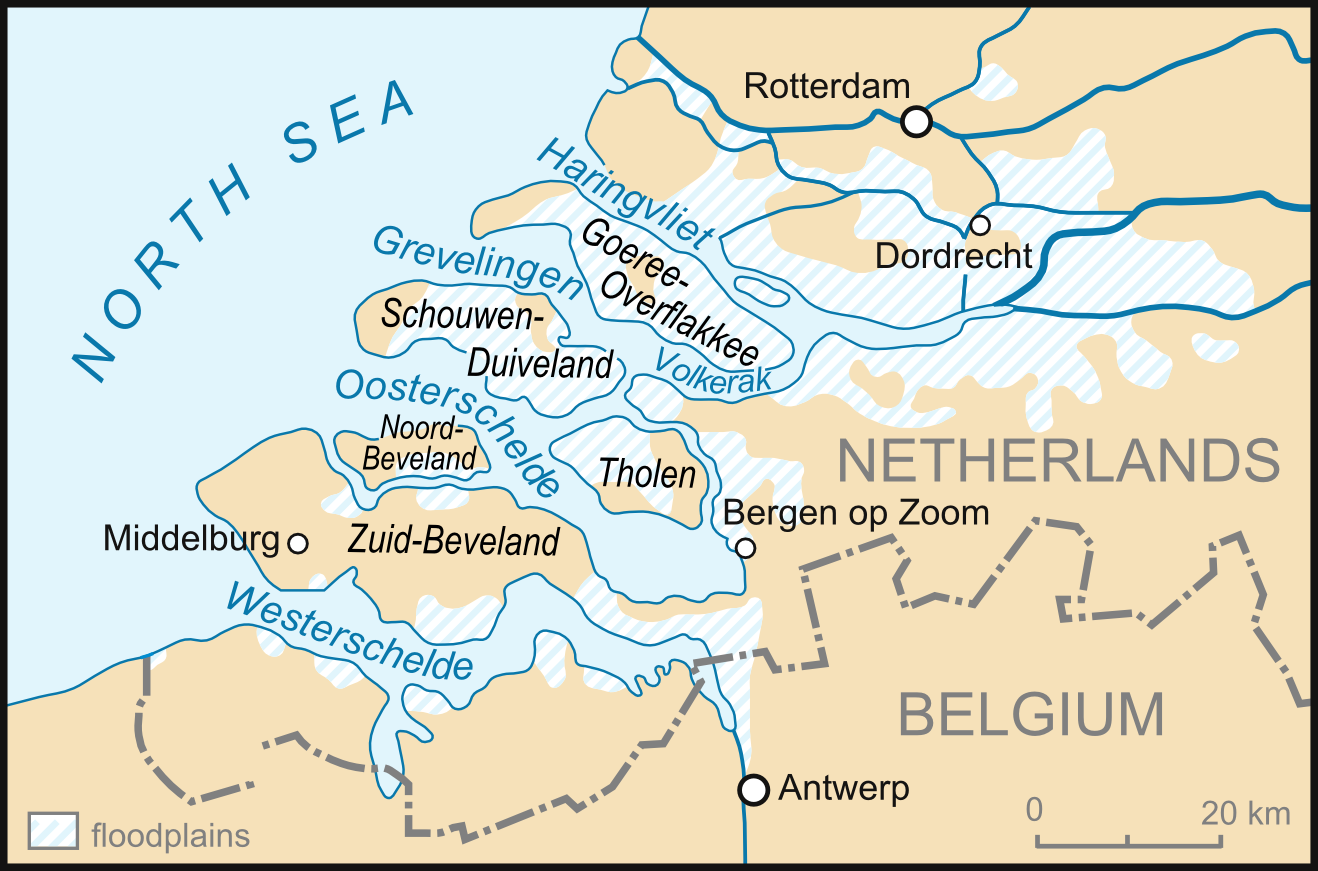
Estensione delle inondazioni nei Paesi Bassi

Durante la notte tra il 31 gennaio e il 1º febbraio 1953 le provincie della Zelanda, dell'Olanda Meridionale e del Brabante Settentrionale furono investite dalla tempesta. Alle 00:44 di domenica 1º febbraio molte zone furono interessate da una grossa inondazione causata dalla tempesta da nord-ovest; tre ore più tardi si sviluppò anche l'alta marea. Molte dighe cedettero e vaste aree, sia tra le isole sia sulla terraferma, furono rapidamente allagate. In Olanda Settentrionale soltanto un polder fu allagato. Alle 03:24 il livello del mare più alto fu misurato a 4,55 metri sopra il valore medio nei pressi di Vlissingen.
La prima diga cedette verso le 3 del mattino a Oude-Tonge, vicino Oostflakkee, e Kortgene e Kruiningen, vicino Stavenisse furono investite da un'imponente ondata su un fronte largo 1800 metri. Nel Brabante Settentrionale le dighe cedettero a Willemstad, Heijningen e Fijnaart (ora tutte parte di Moerdijk) e le acque inondarono circa 60 polder sull'isola di Hoeksche Waard.
Nel corso della notte cedettero in totale 89 dighe per una lunghezza di 187 km.
I maggiori allagamenti si verificarono sulle isole di Schouwen-Duiveland, Tholen, Sint Philipsland, Goeree-Overflakkee, Hoeksche Waard, Voorne-Putten e Alblasserwaard. Altre aree parzialmente allagate furono parte delle isole di Zuid-Beveland, Noord-Beveland, IJselmonde, Pernis, Rozenburg, Walcheren e Land van Altena e le zone attorno Willemstad, Nieuw-Vossemeer e parti di Zeeuws-Vlaanderen. Il maggior numero di perdite si ebbe sulle isole di Schouwen-Duiveland e Goeree-Overflakkee.
Nelle zone colpite dall'ondata, case ed edifici furono strappati dalla furia delle acque e portati via dalla corrente. Nei borghi di Schuring a Cromstrijen e Capelle a Ouwerkerk non rimase in piedi nessun edificio.

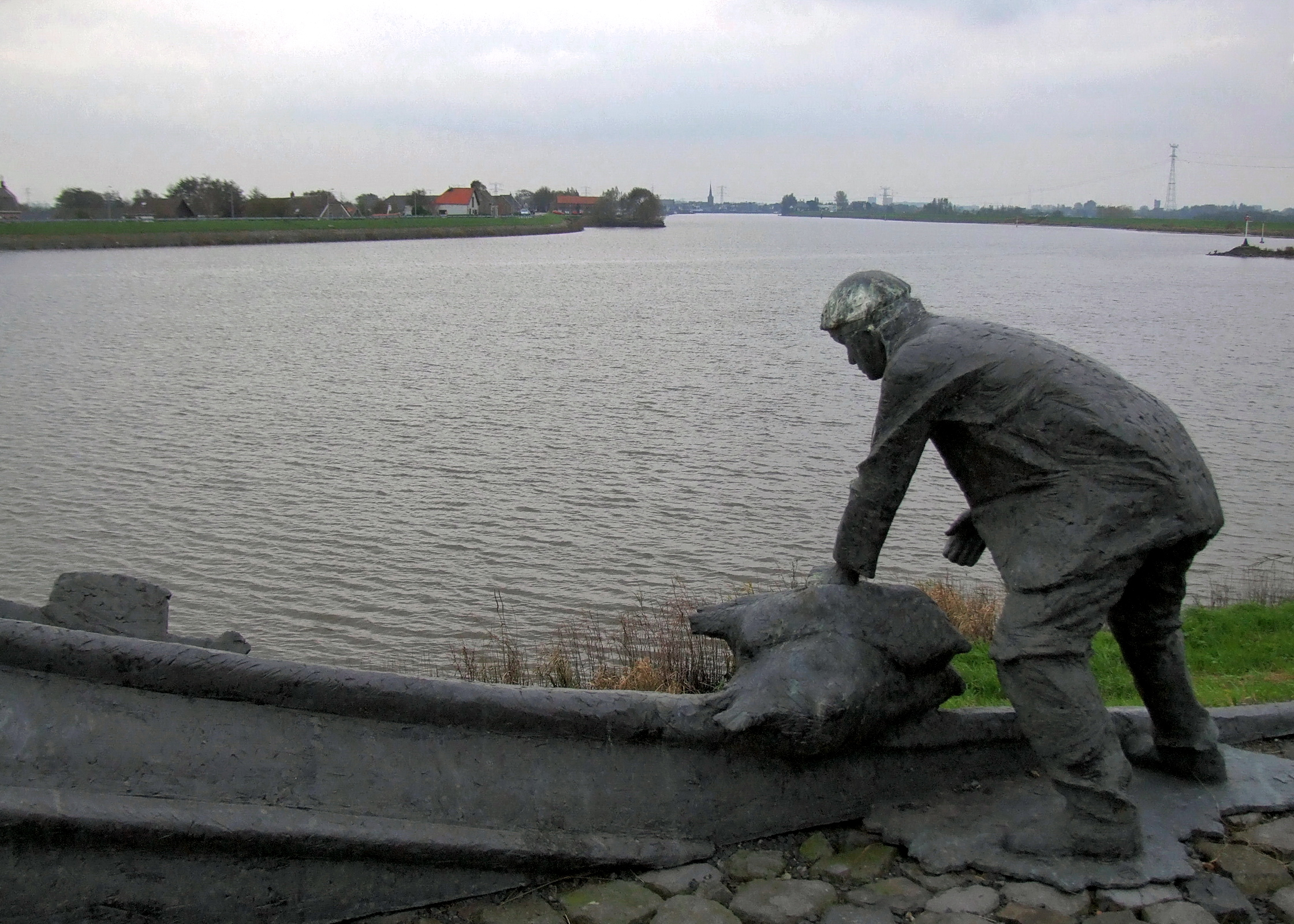
Il monumento sul fiume Hollandse IJssel a Nieuwerkerk a memoria dell'episodio della de Twee Gebroeders

Una delle più importanti dighe dei Paesi Bassi, la Schielands Hoge Zeedijk sul fiume Hollandse IJssel, che protegge un'area abitata da tre milioni di persone, fu vicina al cedimento. Una sezione di questo sbarramento noto come Groenendijk non era dotato di rivestimento in pietra e il livello del mare era prossimo al suo apice. Alcuni volontari si offrirono per rinforzare questo tratto della diga ma il Groenendijk cominciò a cedere sotto la spinta della marea verso le 5:30 del 1º febbraio e l'acqua di mare cominciò a inondare il polder sottostante. Pressato dagli eventi il sindaco della località di Nieuwerkerk ordinò che la barca de Twee Gebroeders ("I due fratelli") venisse incagliata nella falla della diga. Il proprietario dell'imbarcazione, sebbene riluttante, eseguì il piano che effettivamente fermò la perdita salvando molte vite umane.
Nelle province meridionali dei Paesi Bassi furono poche le aree risparmiate. Alle 4:30 furono trasmessi i primi rapporti della catastrofe tramite telex nelle redazioni di Zwijndrecht e Willemstad; queste tuttavia non erano presidiate in quanto i fatti si verificarono di domenica. Soltanto l'agenzia di stampa ANP aveva lavorato fin dalle prime ore del mattino di domenica; poco dopo le 5 del mattino i primi dipendenti cominciarono a leggere i primi messaggi in arrivo.

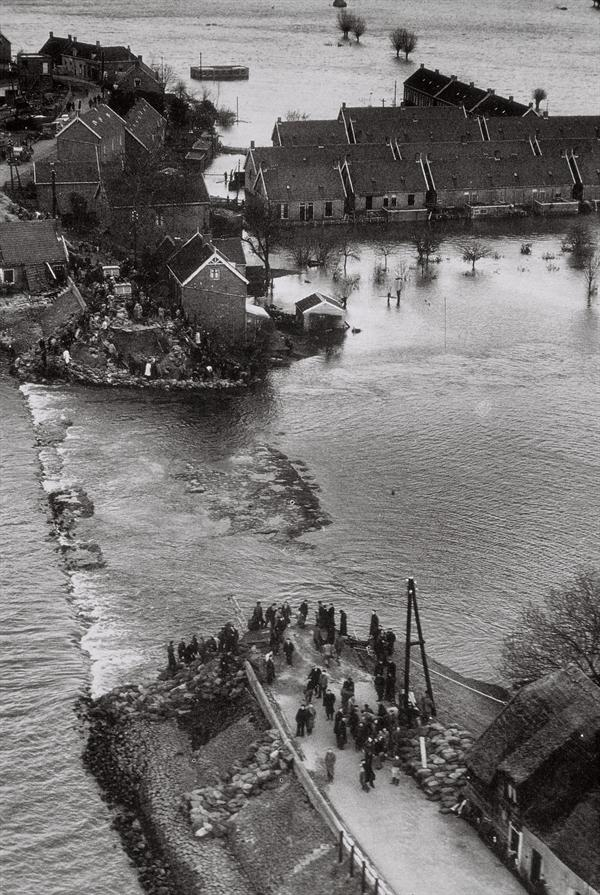
Il cedimento di una diga a Den Bommel nel comune di Goeree-Overflakkee, nell'Olanda Meridionale

Soltanto all'alba si ebbe un'idea delle dimensioni del disastro. Nelle zone inondate solo alcuni alberi e alcuni tetti emergevano dalle acque. La Zelanda era accessibile solo dal cielo; i primi voli militari furono organizzati solo per il lunedì 2 febbraio. I primi soccorsi furono prestati per iniziativa personale da marinai e da coloro che possedevano una barca. Il governo rimase all'oscuro della reale portata dell'emergenza fino al tardo pomeriggio del 2 febbraio.
Nel corso della mattinata di domenica 1º febbraio l'acqua cominciò a scendere dando la possibilità ai sopravvissuti di mettersi in salvo. Tuttavia già a mezzogiorno l'acqua riprese a salire nuovamente anche oltre i livelli raggiunti nella notte precedente, talvolta senza lasciare nessun rifugio alla popolazione colpita.
Lunedì 2 febbraio il governo olandese dichiarò l'emergenza nazionale e cominciarono le operazioni di soccorso. Per un giorno e due notti la popolazione nelle zone alluvionate era stata abbandonata a sé stessa. I soccorsi risultarono subito rallentati: in primo luogo la tragedia era avvenuta durante il fine settimana nel corso del quale molti servizi non erano presidiati; in secondo luogo non esistevano piani di emergenza. Inoltre la maggior parte delle infrastrutture era stata distrutta: il traffico radio era stato annullato, le linee telefoniche interrotte; inoltre un soccorso via terra era impossibile in quanto la maggior parte delle strade e delle linee ferroviarie erano stati inondate. Grazie all'aiuto dei radioamatori le autorità olandesi cominciarono ad avere una conoscenza più chiara della crisi e le forze armate olandesi, belghe, francesi, britanniche e americane poterono raggiungere le zone colpite con barche, aerei ed elicotteri.
La regina Giuliana, il principe Bernhard e la principessa Beatrice visitarono i luoghi della tragedia pochi giorni dopo l'accaduto. Misero a disposizione lo yacht reale Piet Hein, che fu usato come nave ospedale, e i palazzi Soestdijk e Het Loo, che ospitarono gli sfollati. I monarchi si adoperarono anche a promuovere una raccolta fondi a favore delle vittime; il principe Bernhard assunse la presidenza di un fondo (il Rampenfonds, che ebbe corso legale fino al 1990), mentre la principessa Beatrice regalò la bicicletta che aveva ricevuto in dono alla Croce Rossa. Altre raccolte di fondi furono organizzate dall'emittente radiofonica NCRV, che raccolse 6 milioni di fiorini olandesi devoluti a favore del Stichting Nationaal Rampenfonds, e per mezzo di eventi sportivi quali una partita di calcio tra la nazionale olandese e quella danese giocata il 7 marzo e una tra professionisti olandesi che giocavano all'estero e una selezione di giocatori francesi giocata il 15 marzo a Parigi.
Gli aiuti internazionali furono generosi. Dai Paesi Scandinavi furono inviati materiali da costruzione e case prefabbricate dal tipico stile nordico ancora visibili in Zelanda. Associazioni umanitarie tedesche inviarono subito coperte e stivali di gomma; la Croce Rossa tedesca raccolse nelle settimane successive 600 000 marchi tedeschi per le vittime dell'inondazione e nei mesi successivi si impegnò in un programma di approvvigionamento tessile e di riavvio e di ricostruzione delle imprese industriali e commerciali distrutte.
A causa dell'inondazione 1 836 persone persero la vita nei Paesi Bassi, di cui 873 in Zelanda, 686 in Olanda Meridionale e 254 nel Brabante Settentrionale; mentre 72 000 persone furono evacuate. I luoghi più colpiti furono Oude-Tonge (Overflakkee) con 250 morti, Stavenisse (Tholen) con 200 morti e Nieuwerkerk (Duiveland) con 150 morti. 3 000 case e 300 fattorie furono completamente distrutte, 40 000 case e 3 000 aziende agricole danneggiate. Annegarono 20 000 bovini, 12 000 suini, 1 750 cavalli, 2 750 ovini e 165 000 polli. Da 130 000 a 200 000 ettari di terreni agricoli (322 500 ha secondo il Met Office) furono inondati e resi sterili per un lungo periodo a causa dell'acqua salata. Ampi tratti delle dighe furono rotti, 500 km furono classificati come gravemente danneggiati. I danni complessivi sono stati stimati pari a 1 miliardo di fiorini olandesi.

### Regno Unito

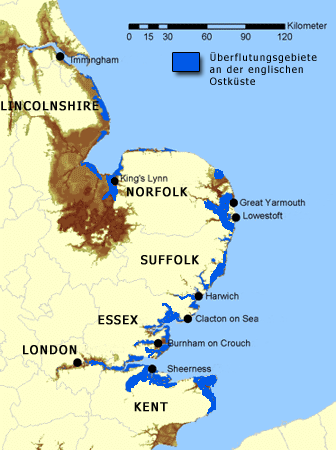
Aree inondate nella Gran Bretagna sud-orientale

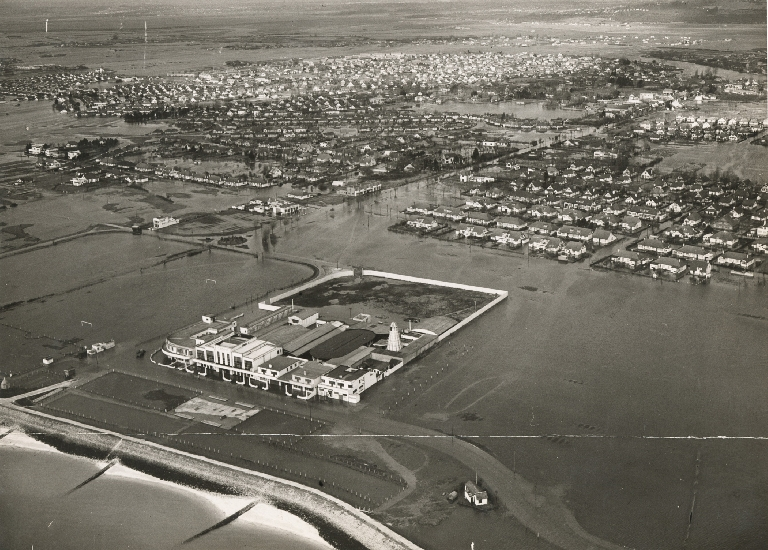
Una fotografia aerea di Canvey Island dopo l'inondazione

Anche nel Regno Unito mancava un piano di emergenza per far fronte a un'eventuale inondazione. In realtà alcune comunità locali avevano elaborato alcuni piani di emergenza, tuttavia la tempesta interruppe le telecomunicazioni vanificando la messa in opera di tali piani, soprattutto nelle aree sud-orientali della Gran Bretagna.
Le prime aree colpite furono le coste della Scozia nord-orientale. L'ondata attraversò il canale tra le isole Orcadi e le Shetland e si infranse sulle coste scozzesi provocando inondazioni e distruzioni. Il conto finale delle vittime fu di 19 morti. Crovie, un villaggio di pescatori costruito su una sottile striscia di terra lungo la costa del Moray Firth nei pressi di Banff nella contea Aberdeenshire (all'epoca dei fatti facente parte del Banffshire), fu abbandonato da molti dei suoi abitanti poiché la maggior parte degli edifici fu spazzato dalla furia delle acque.
Le coste delle contee di Lincolnshire e Norfolk furono colpite dalla tempesta alle 18:00 di sabato 31 gennaio. La costa, caratterizzata da scogliere di gesso e priva di adeguate difese marine, fu flagellata per quasi due giorni dalla forte tempesta ed erosa in fretta in più punti, sotto l'impeto delle onde 2 metri più alte della norma.
Nel corso della notte 80 persone morirono sulle coste a nord-ovest del Norfolk nell'area del The Wash.
Il treno delle 19:27 proveniente da Hunstanton e diretto a King's Lynn deragliò a causa di alcuni bungalow trascinati sulla ferrovia.
Verso le 19:30 cedettero anche gli sbarramenti a Sea Palling, sulla costa orientale del Norfolk, dove 7 persone persero la vita. Alle 21:00 la marea raggiunse Great Yarmouth dove causò 10 morti e distrusse 3 500 case.
A mezzanotte un'ondata di 2 metri devastò il centro di Harwich, nell'Essex. Mezz'ora più tardi Canvey Island, situata appena sopra il livello del mare, fu allagata; 58 persone persero la vita e 11 500 persero la propria abitazione.

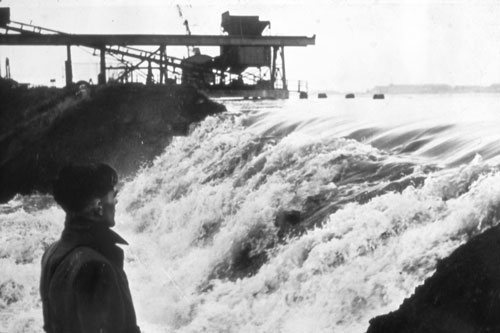
Il cedimento di una diga a Erith, a sud-est di Londra

Alla 1:00 del 1º febbraio una diga cedette a Felixstowe, nel Suffolk, uccidendo 40 persone. A Jaywick nei pressi di Clacton-on-Sea ci furono 37 morti mentre i sopravvissuti, rifugiatisi su alberi e tetti, attesero 31 ore prima di essere soccorsi.
Alle 2:00 l'inondazione raggiunse la zona industriale sul Tamigi; 3 000 residenti di West Ham, a est di Londra, furono sorpresi nel sonno.
Nelle zone colpite dall'inondazione molte persone hanno dovuto trascorrere la notte all'aperto in attesa dei soccorsi che giunsero il giorno successivo. Almeno 12 delle 307 vittime registrate nel Regno Unito morirono di ipotermia. A differenza di quanto successo nei Paesi Bassi, i soccorsi arrivarono abbastanza velocemente nella giornata di domenica 1º febbraio; questi furono facilitati dalla infrastrutture che non furono danneggiate come nel caso olandese, garantendo l'accessibilità alle zone inondate.
Sebbene l'entità della catastrofe sia stata di gran lunga inferiore rispetto alla devastazione sofferta dai Paesi Bassi e dal Belgio, l'inondazione del 1953 è annoverato tra i disastri naturali più distruttivi che hanno colpito il Regno Unito. 307 persone persero la vita, 30 000 persone furono evacuate, 24 000 abitazioni furono gravemente danneggiate; inoltre 1600 km di costa furono distrutti, 1000 km di dighe e moli danneggiati; 73 000 ettari furono allagati.

### Belgio

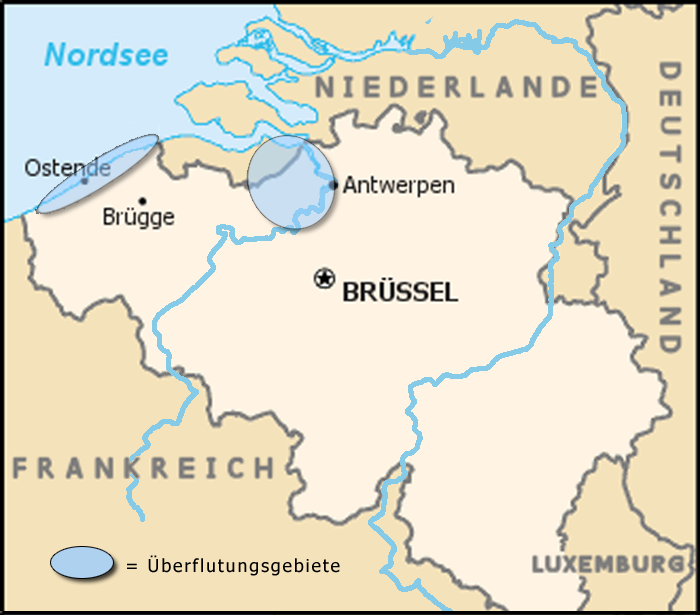
Le aree inondate in Belgio

Nel paese i primi allarmi furono diramati dal Regio istituto meteorologico belga (Koninklijk Meteorologisch Instituut - KMI) alle 10:00 del 31 gennaio annunciando tempesta forza 9 Bft sul mare del Nord; alle 21:10 il bollettino segnalava venti forza 11 Bft in avvicinamento dal mare.
I danni maggiori si ebbero sulle coste delle provincie delle Fiandre Orientali e delle Fiandre Occidentali. La maggior parte della città di Ostenda fu inondata da 2 metri d'acqua dopo la rottura di uno sbarramento di protezione; stessa sorte toccò alla diga di Beveren; le comunità di Sint-Gillis-Waas, Moerbeke, Hamme e i villaggi di Doel e Kallo vennero investiti dall'ondata e centinaia di case furono danneggiate. Su quel tratto di costa solo De Panne e Koksijde vennero risparmiate.
L'inondazione causò complessivamente 28 morti in Belgio (altre fonti indicano 8 o 14 vittime), tra cui otto persone sulla costa e tre in dei polder della provincia di Anversa. La perturbazione si spostò poi nell'interno, generando una tempesta di neve sulle Ardenne; molti villaggi furono coperti da oltre un metro di neve, rimanendo isolati dai paesi vicini.

### In mare
Alle 13:58 del 31 gennaio 1953, il traghetto MV Princess Victoria, che eseguiva servizio di trasporto passeggeri tra Stranraer in Scozia e Larne in Irlanda del Nord, fu investito dalla tempesta e, dopo essere stata danneggiata dalle onde e aver imbarcato acqua, naufragò. Soltanto 34 passeggeri e 10 membri dell'equipaggio su un totale di 179 persone a bordo furono salvate; tra questi non ci furono donne e bambini, la lancia di salvataggio con la quale molti di loro avevano abbandonato la Princess Victoria urtò la murata del traghetto catapultando i suoi passeggeri nelle gelide acque del Canale del Nord uccidendoli tutti.
Quando la situazione a bordo della Princess Victoria cominciò a peggiorare, un segnale di SOS in codice Morse (l'imbarcazione non era dotata di radiotelefono) venne inviato dal traghetto; contemporaneamente venne dato l'ordine di abbandonare la nave.
Le prime ricerche dopo l'invio del messaggio di soccorso furono effettuate dalla fregata britannica HMS Launceston Castle, ma questa dovette abbandonare le ricerche per problemi tecnici a condensatori. Successivamente il cacciatorpediniere HMS Contest raggiunse l'area ma la scarsa visibilità impedì all'equipaggio di vedere il traghetto, nonché le difficoltà per gli ufficiali del traghetto di identificare la propria posizione.
Altri mezzi furono mobilitati per le ricerche. La RAF mise a disposizione un aereo Hastings per localizzare la nave in agonia, sebbene questo dovette dividere i propri sforzi con le altre aree devastate dalla tempesta. La nave da soccorso Sir Samuel Kelly fu mobilitata dal porto di Donaghadee. Inoltre 4 mercantili, intercettata la richiesta di aiuto, si misero in mare per prestare soccorso: la porta-bestiame Lairdsmoor, il peschereccio Eastcotes, la petroliera Pass of Drumochter e il cargo Orchy. Quest'ultimo fu la prima imbarcazione a raggiungere il traghetto alle 14:40, ma per via delle avverse condizioni marine poté soltanto offrire riparo finché la Sir Samuel Kelly raggiunse l'area e poté recuperare i superstiti in mare o nelle lance di salvataggio.
Oltre la tragedia della Princess Victoria, altre otto navi con un totale di 94 membri dell'equipaggio furono perse, tra cui i pescherecci Michael Griffiths e IJM 60 e le navi costiere Salland e Westland. Il 28% dei pescherecci scozzesi fu perso nel corso della tempesta. Molti rimorchiatori, come lo Schelde e il Virgo, rimasero incagliati nelle operazioni di soccorso alle navi in difficoltà.
Il conto totale dei morti in mare, oltre alle 133 vittime della Princess Victoria, fu di 224 in acque scozzesi e inglesi e 28 lungo le coste fiamminghe.

## Cronologia degli eventi
| Data        | Ora             | Evento |
| ----------- | --------------- | --- |
| 30 gennaio  | mattina         | Una piccola bassa pressione si sta sviluppando rapidamente a sud dell'Islanda e si muove verso est, dietro a questa si genera la tempesta. |
| 30 gennaio  | 18:00           | Il sistema di bassa pressione si trova sulle Isole Fær Øer. |
| 31 gennaio  | 7:45            | La MV Princess Victoria salpa da Stranraer in Scozia. |
| 31 gennaio  | 9:46            | Viene lanciata la prima richiesta di aiuto dalla Princess Victoria, nessun rimorchiatore è disponibile. |
| 31 gennaio  | 10:00           | I primi bollettini meteorologici segnalano un innalzamento del livello del mare nei Paesi Bassi; mancato coordinamento con le autorità britanniche. |
| 31 gennaio  | 11:30           | Primi avvisi di vento forte a Dunstable in Inghilterra. |
| 31 gennaio  | 12:00           | Il sistema di bassa pressione si trova sul mare del Nord. |
| 31 gennaio  | 13:58           | Ultimo messaggio dalla Princess Victoria, pochi minuti dopo si inabissa. |
| 31 gennaio  | 17:00           | Onda alte 6 metri si abbattono sulle coste del Lincolnshire. |
| 31 gennaio  | 18:00           | L'agenzia olandese SVSD lancia l'allarme di possibili inondazioni a Rotterdam, Willemstad e Bergen op Zoom. |
| 31 gennaio  | 19:30           | Cedono gli sbarramenti a Sea Palling, nel Norfolk. |
| 31 gennaio  | 21:00           | Alta marea a Great Yarmouth. |
| 1º febbraio | 0:00            | Un'ondata di 2 metri devasta Harwich, nell'Essex. |
| 1º febbraio | 0:30            | L'inondazione arriva a Canvey Island. |
| 1º febbraio | 0:44            | La tempesta si abbatte sulle coste dei Paesi Bassi. In alcune zone della Zelanda, nel sud dei Paesi Bassi, il livello del mare è 3,1 metri sopra il livello normale. |
| 1º febbraio | 1:00            | Cedimento delle dighe a Felixstowe (Suffolk). |
| 1º febbraio | 2:00            | L'ondata raggiunge le zone industriali sul Tamigi e le zone est di Londra. |
| 1º febbraio | 3:24            | Nell'Olanda Meridionale alla tempesta si aggiunge l'alta marea. Il livello dell'acqua è 2,5 metri sopra l'alta marea, 4,5 metri sopra il livello normale del mare. Cedono le prime dighe tra cui quella a Oude-Tonge, nei pressi di Oostflakkee; nelle due ore successive collasseranno 89 dighe per un'estensione di 187 km. |
| 1º febbraio | 4:30            | I primi rapporti della catastrofe sono inviati tramite telex. |
| 1º febbraio | 5:30            | Primi segni di cedimento nella diga Groenendijk sul fiume Hollandse IJssel; volontari tamponano la falla. |
| 1º febbraio | tarda mattinata | Nelle province meridionali dei Paesi Bassi l'acqua alta comincia a scendere leggermente. |
| 1º febbraio | metà giornata   | L'acqua alta torna a salire oltre i livelli precedenti. |
| 2 febbraio  | mattina         | Vengono organizzati i primi soccorsi alla popolazione olandese tramite elicotteri e barche. |

## Conseguenze
| Paesi Bassi   | 1 836 |
| Inghilterra   | 307   |
| Belgio        | 28    |
| Scozia        | 19    |
| Mare del Nord | 361   |
| Totale        | 2 551 |

La tragedia scosse profondamente le popolazioni dei Paesi colpiti. Fino ad allora la maggior parte della popolazione si sentiva sicura sebbene già in passato molte lacune erano state identificate nelle condizioni strutturali delle difese marine; i responsabili avevano però fallito nel mettere in opera i miglioramenti richiesti. L'esperienza tragicamente acquisita dagli eventi del 1953 rivelò che un fattore determinante nell'incrementare la dimensione del disastro fu la scarsa e poco capillare raccolta e diffusione delle informazioni nonché il ritardo nella trasmissione dell'allarme.
La situazione nel Regno Unito non era dissimile. Le infrastrutture di protezione erano insufficienti o deboli per resistere a forti mareggiate; ma anche dal punto di vista organizzativo mancava un efficiente sistema nazionale di allarme inondazioni, mancava del tutto un sistema centrale di pubblicazione e diffusione delle allerte maltempo. Anche in Gran Bretagna la riduzione dei servizi nel fine settimana rappresentò un ulteriore elemento nel rallentamento della reazione all'emergenza.

### Il piano Delta nei Paesi Bassi

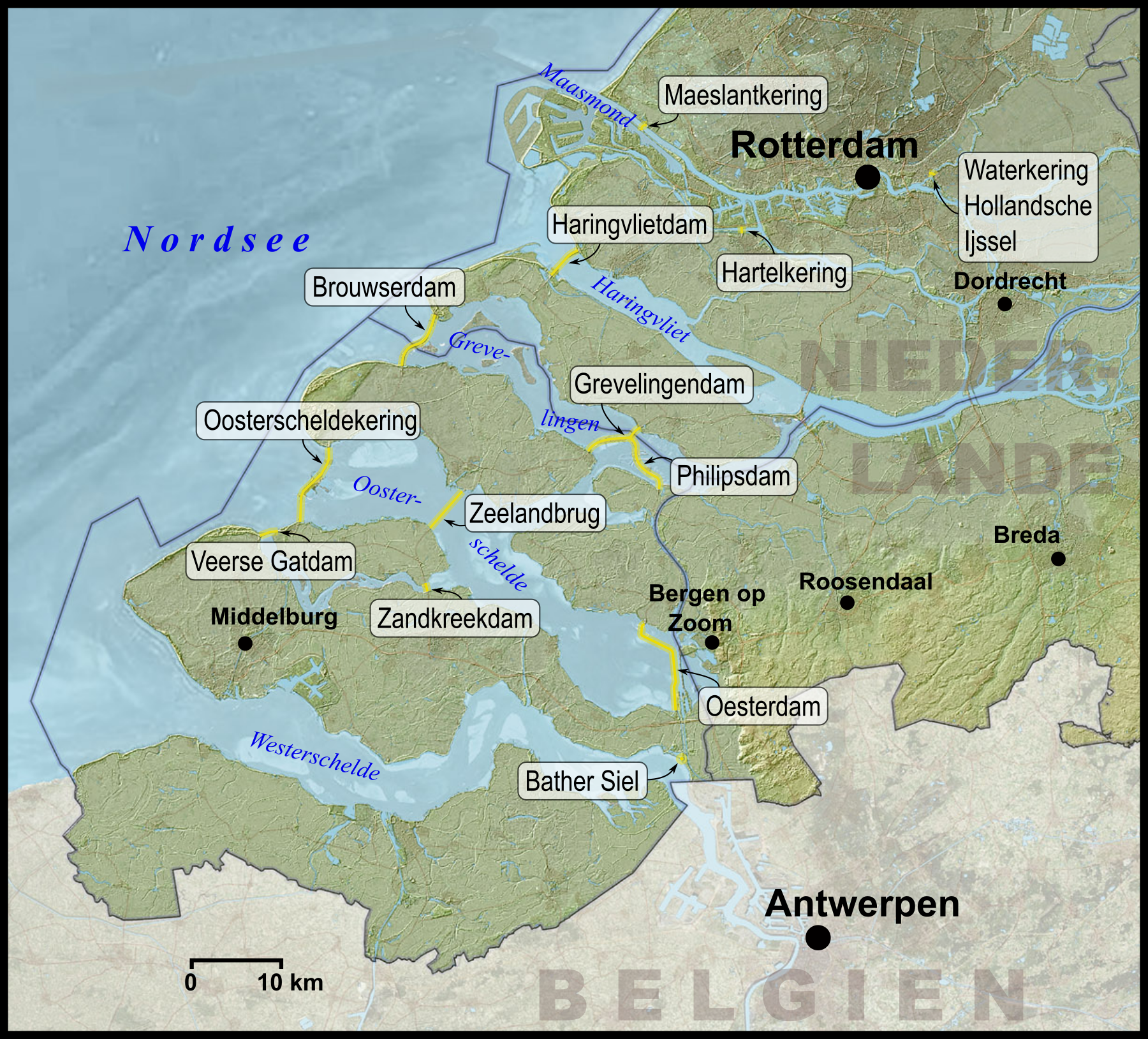
Le dighe costruite in Zelanda nell'ambito del Piano Delta

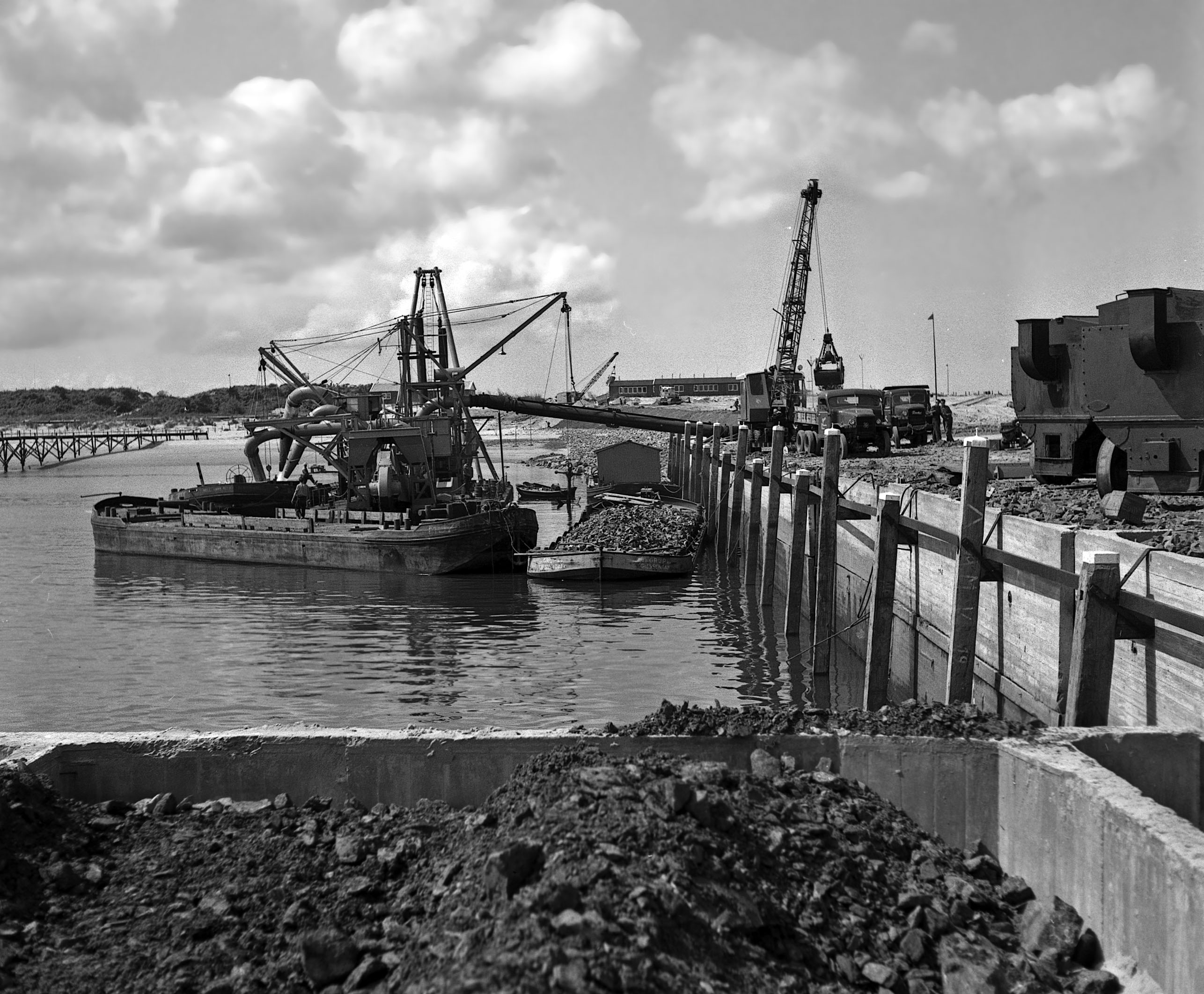
I lavori del piano Delta a Vrouwenpolder (Veere) nel 1959

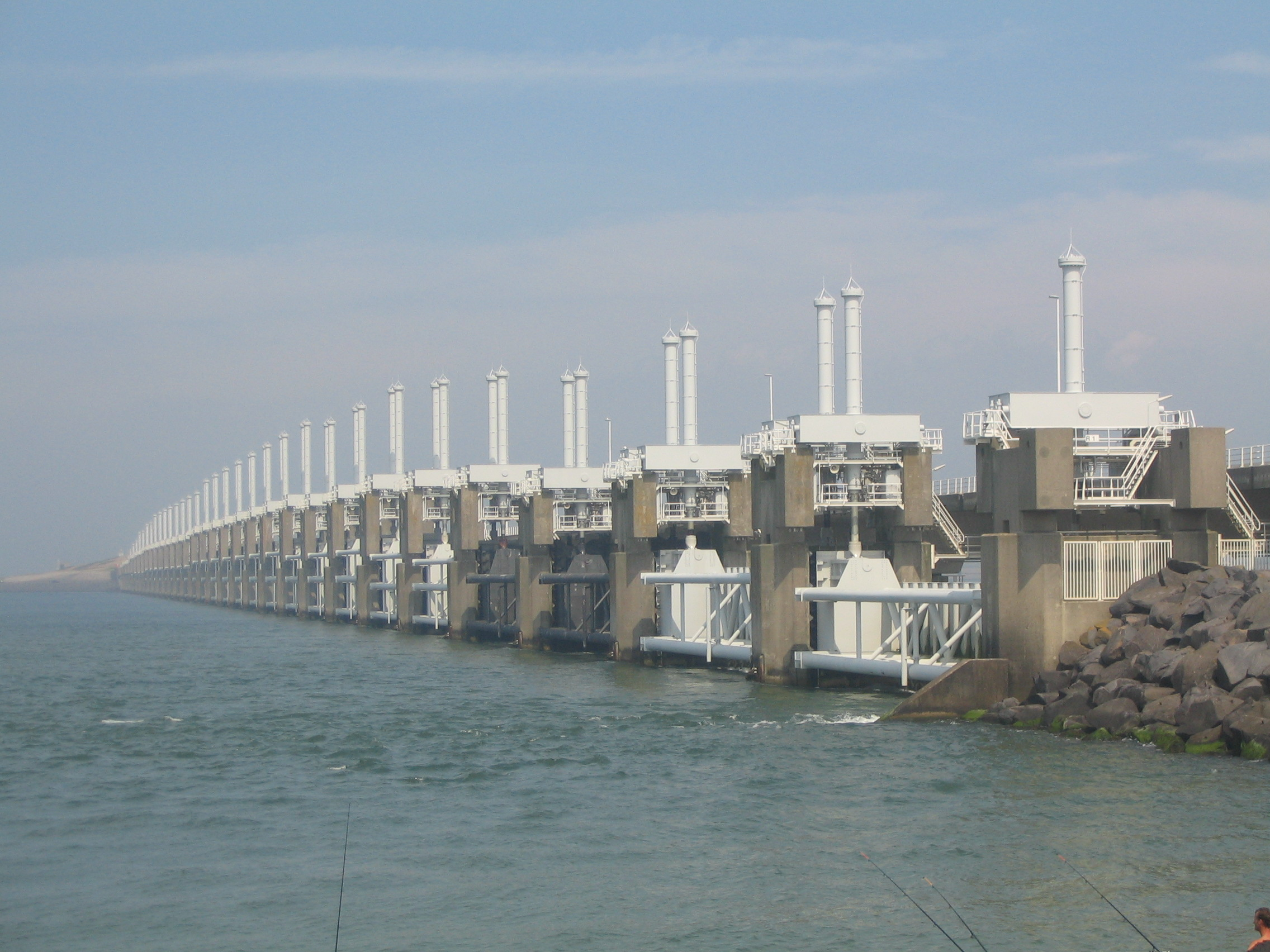
La Oosterscheldekering, lo sbarramento lungo 9 km sull'estuario della Schelda Orientale

Le riparazioni delle dighe danneggiate cominciarono subito dopo l'inondazione ma ci vollero 9 mesi per chiudere tutte le falle. Il 6 novembre 1953 l'ultima diga, quella a Ouwerkerk, fu sigillata con fondazioni di cemento armato dall'esercito britannico.
Il 18 febbraio 1953 il ministro olandese per l'ingegneria idraulica Jacob Algera convocò la cosiddetta Commissione Delta, finalizzata alla pianificazione del rafforzamento delle dighe lungo le coste delle Fiandre zelandesi e dell'Olanda Meridionale e allo sviluppo del piano Delta (in olandese Deltawerken). La Commissione era composta da 13 tecnici in diverse discipline e dal matematico ed economista Jan Tinbergen. Il presidente della commissione fu il direttore del Rijkswaterstaat, A.G. Maris, mentre Johan van Veen ne fu segretario; quest'ultimo aveva effettuato i primi studi sulla zona del delta ed è considerato il padre del piano Delta. In termini pratici la Commissione Delta si proponeva di mettere in opera una serie di sbarramenti mobili nei bracci di mare compresi fra la Schelda Occidentale e la Nieuwe Rotterdamsche Waterweg, nonché di aumentare l'altezza delle dighe e di consolidare tutte le difese contro la marea già esistenti.
Per la prima volta la questione dell'altezza delle dighe fu approcciata in modo statistico, estrapolandone i valori futuri dell'altezza del mare per la progettazione delle dighe. Sviluppi nella teoria dell’affidabilità hanno permesso di tener conto dell'effetto di un possibile malfunzionamento o guasto dei meccanismi di sezionamento delle dighe. La Commissione quindi è stata in grado di determinare i livelli d'acqua di sicurezza da mantenere nelle dighe.
Nel maggio 1953 la Commissione Delta presentò la prima proposta che prevedeva come prioritarie la riparazione e l'innalzamento della diga Schouwenser sull'isola Schouwen-Duiveland e la costruzione di una barriera mobile sul fiume Hollandse IJssel. Nel giro di una settimana 30 000 volontari si offrirono per aiutare alla ricostruzione degli argini. Il ministero delle risorse idriche gestì i lavori che sarebbero stati finanziati dallo Stato. Le altre proposte includevano il completamento della Oosterscheldekering (la barriera mobile sulla Schelda Orientale, il braccio di mare tra il Grevelingen e l'Haringvliet) e l'esecuzione del "Piano delle tre isole" (Drie Eilandenplan) per la bonifica delle tre isole di Walcheren, Noord-Beveland e Zuid-Beveland, ideato già negli anni trenta.
Il 16 marzo 1954 la Commissione Delta presentò una relazione dettagliata che fu la base della cosiddetta "Legge-Delta" (Deltawet) dell'8 maggio 1958, l'espressione legislativa del Piano Delta. Questo fu un colossale progetto di protezione delle coste del costo stimato di 1,5-2 miliardi di fiorini (pari a circa 680-900 milioni di Euro), ma che risultò a realizzazioni concluse, tre volte più costoso. Il progetto fu dichiarato concluso con il completamento della Oosterscheldekering (1986), della Maeslantkering (1997) e con l'innalzamento dell'altezza delle dighe del delta (la diga di Harlingen completata nell'agosto 2010).
Nel 1993 e nel 1995 si verificarono altre inondazioni nei Paesi Bassi, nel corso delle quali, sebbene i danni economici siano stati ingenti, non si registrarono vittime anche se più di 250 000 persone furono evacuate. In questi casi l'inondazione non venne dal mare, ma venne dai fiumi Reno e Mosa, provocata dal disgelo e da precipitazioni estreme. Queste nuove inondazioni furono il catalizzatore per lo studio di un nuovo piano di protezione dalle acque denominato Delta Plan Grote Rivieren ("Piano Delta per i grandi fiumi").

### La barriera del Tamigi in Gran Bretagna

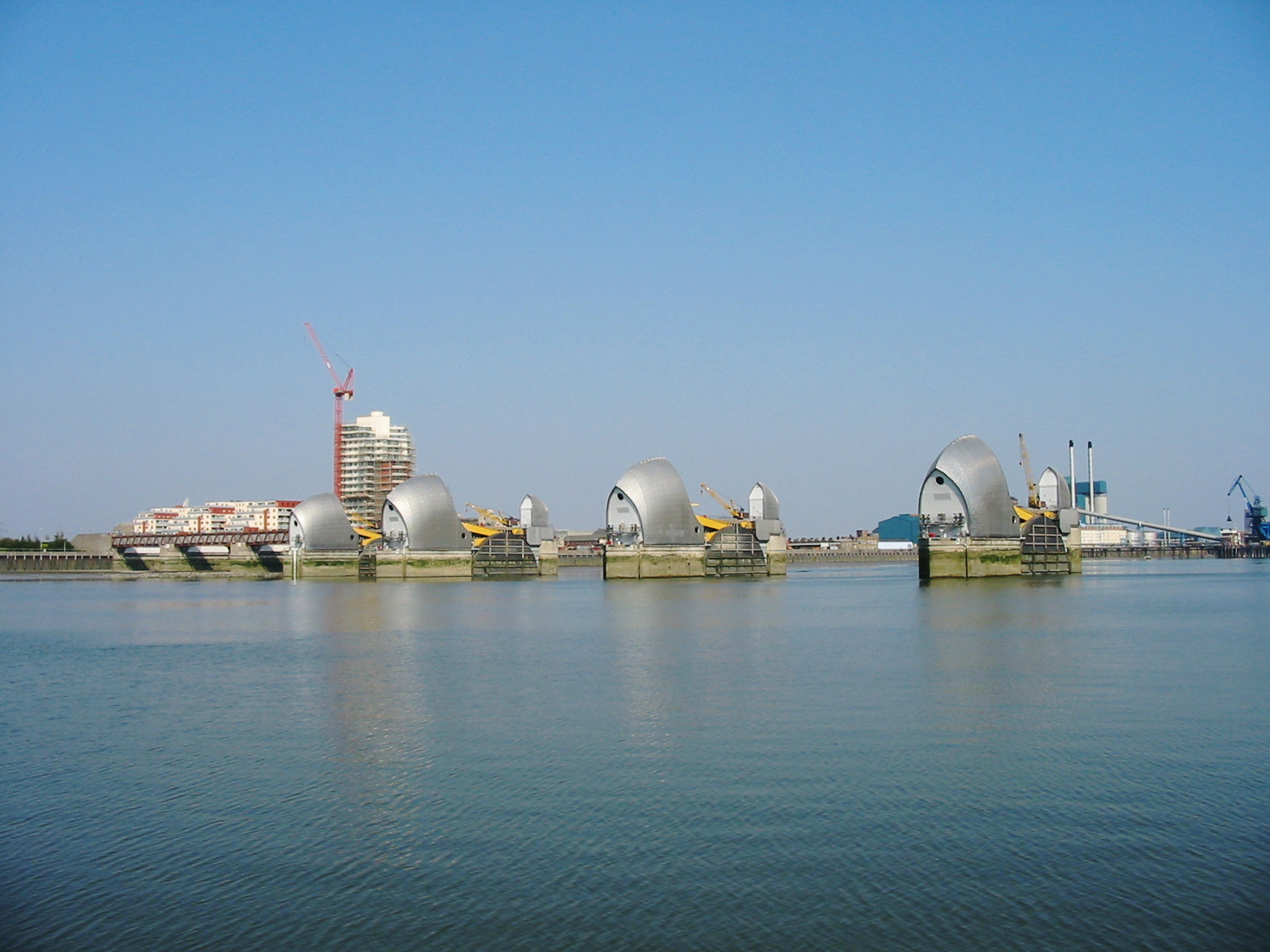
Barriere di flusso sul Tamigi

Il disastro del 1953 avviò il più ampio e costoso programma di protezione dalle inondazioni nel Regno Unito. Verso la fine dello stesso anno fu istituito il Committee on Coastal Flooding in seno al Comitato di Waverley sotto la presidenza di Lord Viscount Waverley, le cui direttive portarono alla realizzazione della barriera sul Tamigi, un sistema di paratie mobili che avrebbero protetto il corso superiore del fiume omonimo (e quindi la città di Londra) da eventuali inondazioni provenienti dal mare. Il Comitato promosse anche l'istituzione di un sistema di allarme inondazioni nazionale, il Servizio di previsione delle maree (Storm Tide Forecasting Service - STFS), gestito dall'Ufficio meteorologico (Met Office).
Contemporaneamente fu creata un'Agenzia per l'ambiente (Environment Agency) come autorità centrale per il rilascio di avvisi di alluvione e il coordinamento di difesa dalle inondazioni in Inghilterra e Galles, sulla base di dati sulle tempeste e maree forniti dal Met Office. Il sistema in uso dalla Environment Agency permette di allertare la popolazione due ore prima di possibili emergenze. Nell'aprile del 2000 l'agenzia ha inaugurato il Centro nazionale allerta alluvione (National Flood Warning Centre) nel Surrey.
La barriera del Tamigi costituisce una delle più grandi dighe mobili di protezione dalle inondazioni di tutto il mondo. La costruzione cominciò solo nel 1974 e fu portata a termine dieci anni più tardi per un costo complessivo di 534 milioni di sterline.
Tuttavia poiché tale sistema di sbarramento non protegge le periferie più orientali di Londra né tanto meno il Medway e alla luce dei recenti e futuri mutamenti climatici, la Environment Agency ha avviato dei piani per aumentare il livello di protezione di tale aree, con orizzonti temporali per la realizzazione che vanno fino al 2100. Tale piano, a cui è stato assegnato il nome Thames Estuary 2100 (TE2100), prevede tra le varie opzioni la costruzione di un nuovo sistema di sbarramenti molto più a valle lungo il corso del Tamigi, tra Sheerness e Southend-on-Sea, per una lunghezza di circa 16 km.

### Il piano Sigma in Belgio
Anche in Belgio era noto da tempo che le barriere marine erano inadeguate a reggere in caso di forti tempeste. Tuttavia la mancata piena consapevolezza del rischio o l'elevato onere finanziario richiesto per adeguare le infrastrutture aveva rimandato più volte qualsiasi progetto.
Subito dopo il disastro del 1953 inizialmente soltanto le infrastrutture danneggiate vennero riparate e rimesse in funzione, compresi gli sbarramenti sul Rupel che avevano subito i danni maggiori. Vennero poi pianificati lavori di ampliamento e innalzamento delle barriere esistenti: a Bornem e Hingene le dighe sulla Schelda e sul Rupel vennero innalzate mediamente di 7,75 metri.
Tali lavori tuttavia non modificarono la debolezza strutturale delle dighe a protezione dalle acque. Sarebbe stato infatti necessario ridefinire i livelli d'acqua di sicurezza e l'altezza massima delle onde al fine di rinforzare e irrigidire gli sbarramenti e svilupparne nuove sezioni trasversali. Tuttavia tali progetti richiedevano sforzi economici che il Belgio non poteva facilmente sostenere. Dopo un'altra inondazione, verificatasi il 3 gennaio 1976 sulla Zeeschelde, il governo decise infine di avviare progetti più strutturati che presero corpo nel cosiddetto piano Sigma, avviato l'anno successivo; questo prevedeva la realizzazione di dighe più alte e resistenti, aree di controllo della portata per assorbire l'acqua in eccesso e una barriera mobile per il controllo delle maree a Oosterweel.
Con gli anni il progetto dello sbarramento fu accantonato a favore di maggiori aree di accumulo della portata dei corsi d'acqua. Molte dighe, per un totale di 511 km, furono invece innalzate fino a un massimo di 11 metri. Al 2008 circa l'80% dei progetti era stato ultimato.

### Germania
Sulla costa tedesca del mare del Nord non ci furono vittime e i danni furono relativamente minori, tuttavia le notizie giunte dai Paesi vicini fecero scattare l'allarme anche in Germania. Alcuni programmi per salvaguardare le aree costiere furono avviati a protezione degli halligen delle Isole Frisone Settentrionali, tra i quali uno riguardava l'approvvigionamento di acqua ed energia elettrica dalla terraferma. Il progetto era stato limitato alla linea di costa e nove anni più tardi, nel 1962, era ancora in fase di realizzazione quando una nuova inondazione del mare del Nord colpì i corsi inferiori dei fiumi Elba e Weser, provocando oltre 300 vittime soprattutto nell'area di Amburgo.

### Cooperazione europea
Un'altra grave lacuna nella reazione all'emergenza fu lo scarso coordinamento tra i diversi enti preposti alla tutela della sicurezza delle aree costiere. Al fine di colmare tale mancanza nel 2004 fu lanciato il progetto internazionale ComCoast, a cui aderirono Regno Unito, Belgio, Paesi Bassi, Germania e Danimarca, con l'obiettivo di esaminare in maniera congiunta le soluzioni ottimali per proteggere le coste del mare del Nord dei Paesi rivieraschi.
Nel 2009 ebbe luogo nei Paesi Bassi il FloodEx, patrocinato dalla UE, una simulazione pratica dell'inondazione del 1953.

## Commemorazione

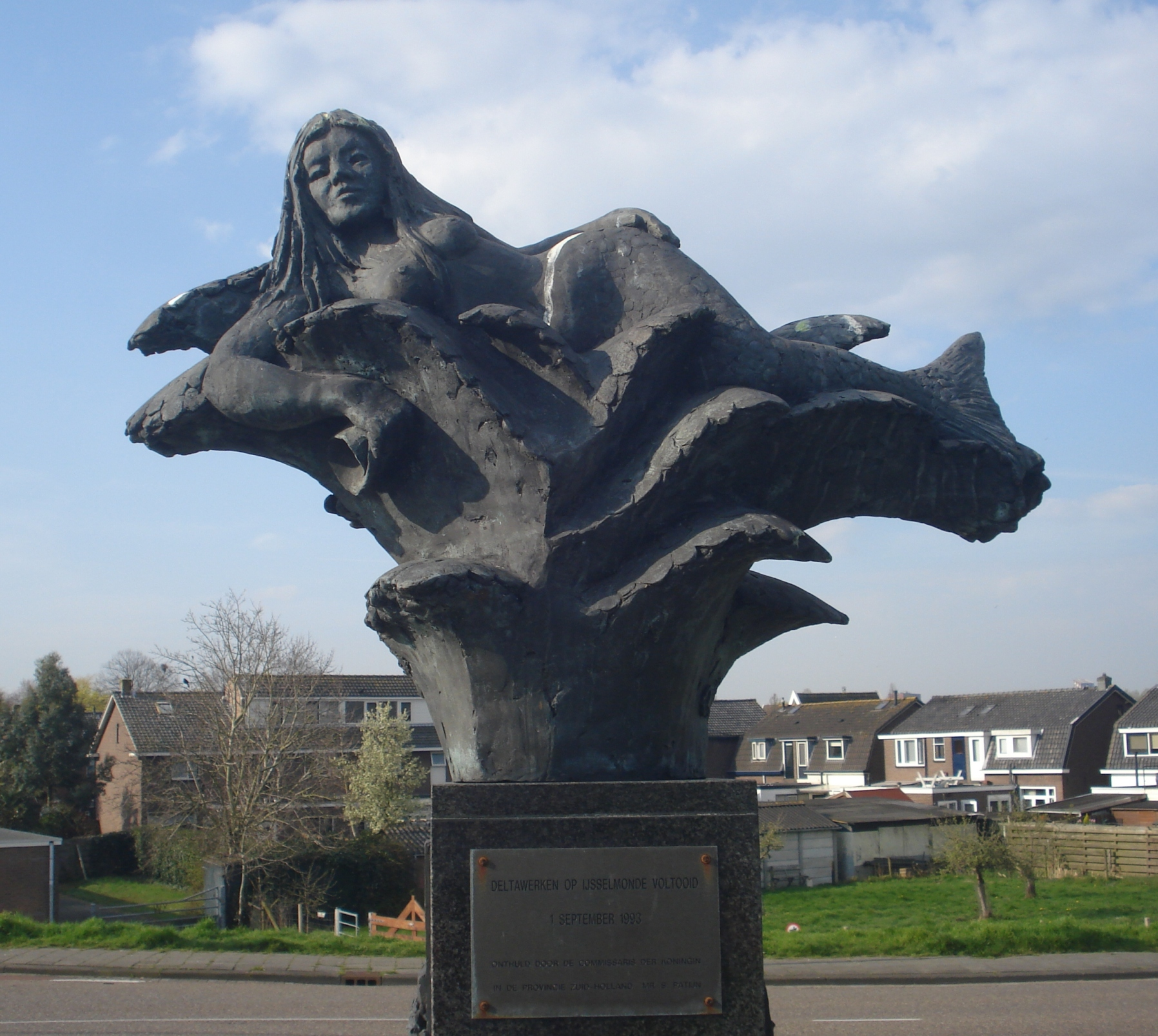
Monumento commemorativo a Rotterdam

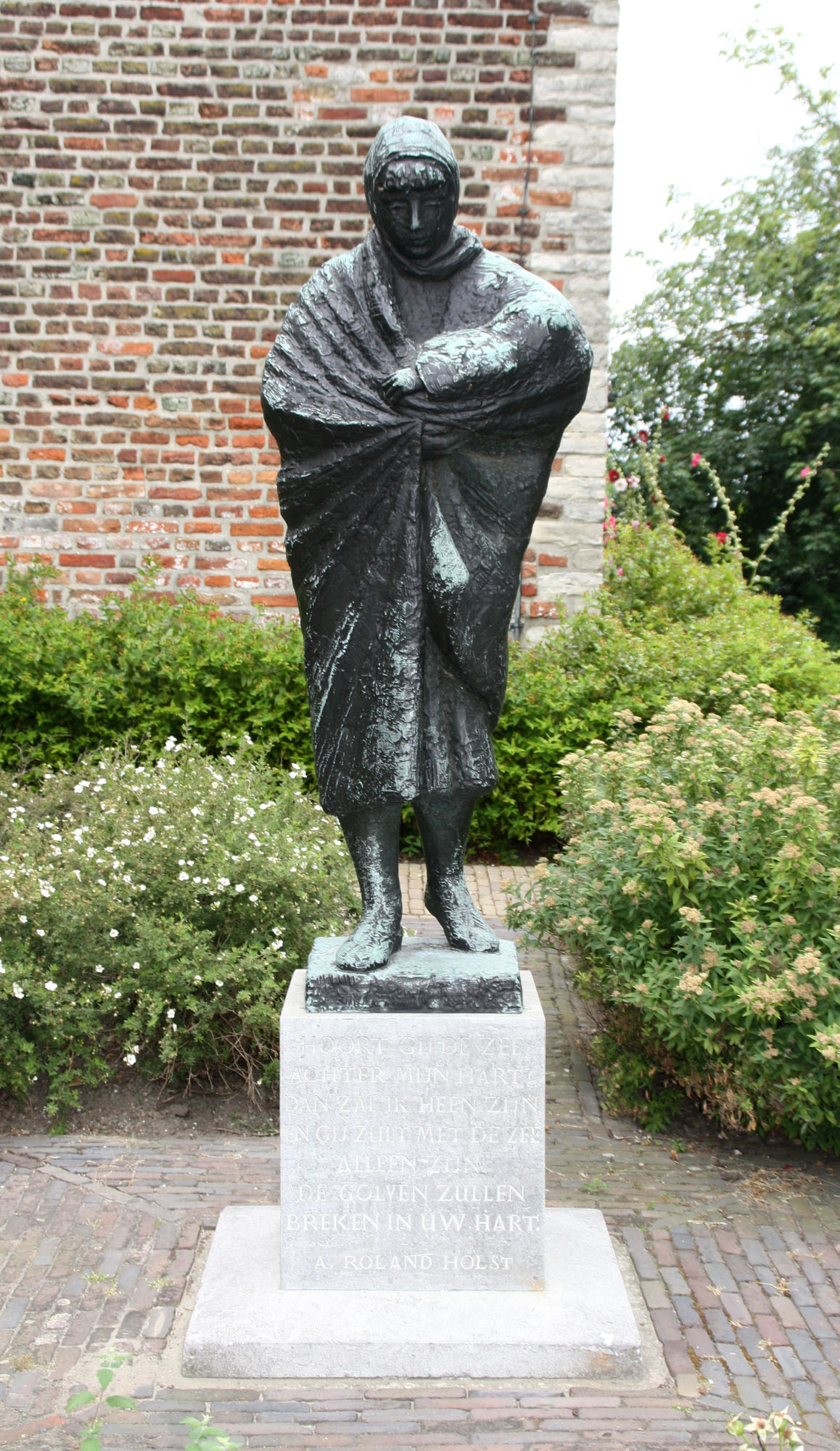
Una scultura di Jan Wolkers con targa di Adriaan Roland Holst a Kruiningen, nel comune di Reimerswaal

In molti luoghi lungo le coste di Paesi Bassi, Belgio e Regno Unito sorgono monumenti dedicati alla tragedia del 1953.
Nei Paesi Bassi si conservano ancora alcune delle fondazioni pneumatiche utilizzate dall'esercito britannico come chiusura di fortuna delle dighe cedute; una di esse ospita il Watersnoodmuseum di Ouwerkerk, sull'isola di Schouwen-Duiveland.
Sempre nei Paesi Bassi il 1º febbraio è divenuto la Giornata nazionale a ricordo della tragedia e l'evento dell'inondazione è stato inserito nella lista dei 50 avvenimenti che compongono il Canone di Storia olandese.
Nel 2003, in occasione del cinquantenario della tragedia, decine di libri e documentari televisivi sono stati realizzati per ricordare alcuni episodi dell'evento. Il compositore olandese Douwe Eisenga ha appositamente composto il Requiem 1953, eseguito in molte chiese in memorie delle vittime.
Nel 2013, a 60 anni dall'inondazione, si è tenuta una messa di commemorazione nella Cattedrale di Chelmsford, in Gran Bretagna, alla quale era presente la principessa reale Anna. Altre funzioni furono celebrate nel Lincolnshire, Norfolk, Suffolk ed Essex.
Il film olandese De Storm del 2009 di Ben Sombogaart ripercorre nella trama gli eventi del 1953.